# چینو هیلز (کالیفرنیا)
چینو هیلز (به انگلیسی: Chino Hills) شهری در شهرستان سن برناردینو، کالیفرنیا ایالت کالیفرنیا است که در سرشماری سال ۲۰۱۰ میلادی، ۷۴۷۹۹ نفر جمعیت داشته است.